# Bengt Westerlund
Bengt Elis Westerlund, född 17 januari 1921 i Gävle, död 4 juni 2008 i Uppsala, var en svensk professor i astronomi.

## Biografi

### Studietiden
Han avlade 1939 studentexamen vid Gävle högre allmänna läroverk, och påbörjade efter värnplikten studierna vid Uppsala universitet, där han blev fil. kand. 1944 och fil. lic. 1949. Westerlund  engagerade sig även i nationslivet i Uppsala under studietiden, och var bland annat tredje kurator på Gästrike-Hälsinge nation 1945.
Han blev doktor i astronomi vid Uppsala universitet på avhandlingen Luminosity effects and colour-equivalents as measured in short stellar spectra publicerad 1953, och därefter docent vid Uppsalaobservatoriet 1954–1956.

### Verksamhet

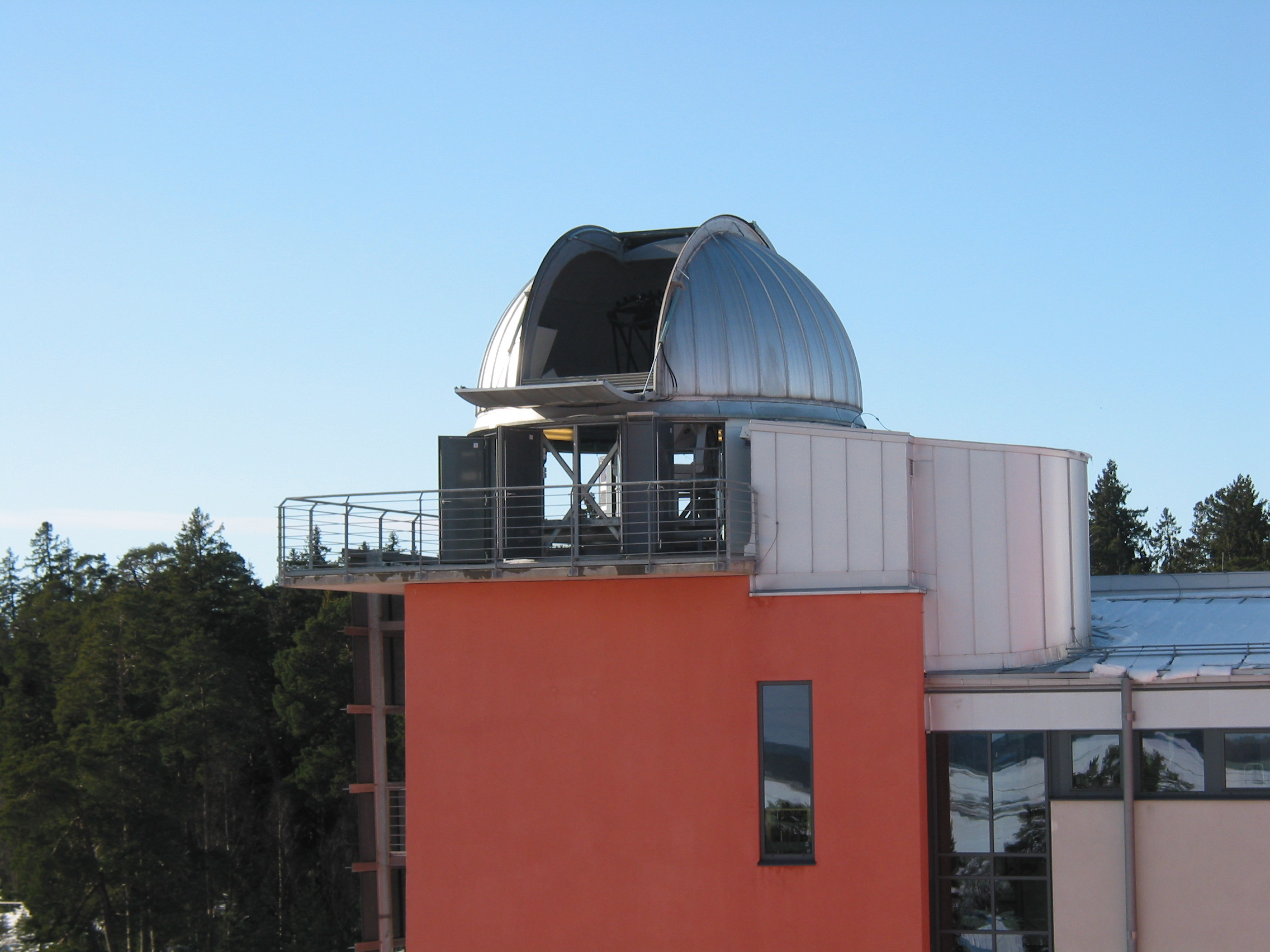
Westerlundteleskopet i Uppsala.

Westerlund var föreståndare för Uppsala universitets filialobservatorium för observationer på den södra stjärnhimlen, Uppsala Southern Station, vid Mount Stromlo-observatoriet nära Canberra i Australien, under åren 1957–1967. Han var professor i astronomi vid Steward Observatory, University of Arizona i Tucson 1967–1969, och 1969–1975 chef för Europeiska sydobservatoriets observatorium på  La Silla i Chile under den viktiga uppbyggnadsfasen av observatoriet.
Westerlund var under åren 1975–1987 professor och prefekt vid Uppsala universitets astronomiska observatorium. 
Bengt Westerlund var bland annat en internationellt erkänd expert på de Magellanska molnen, och en skicklig observatör.

### Utmärkelser
Westerlund invaldes i Vetenskapsakademien år 1974.
Två mycket massiva stjärnhopar som han upptäckte på Mount Stromlo år 1961 bär nu hans namn, Westerlund 1 och Westerlund 2, och en asteroid, 2902 Westerlund, fick hans namn vid pensioneringen år 1987.
Den 15 januari 2004 invigde han själv det nya och moderna spegelteleskopet på Ångströmlaboratoriets tak i Uppsala, som samtidigt döptes till Westerlundteleskopet.

### Privatliv
Bengt Westerlunds föräldrar var apotekare Carl-Henrik Westerlund och hustrun Agnes, född Engman. Han är gravsatt i Gustav Vasa kyrkas kolumbarium i Stockholm.